# Фабриціо Мелара
Фабриціо Мелара (італ. Fabrizio Melara, нар. 6 травня 1986, Чивітавекк'я) — італійський футболіст, півзахисник клубу «Юве Стабія».

## Клубна кар'єра
Вихованець футбольної школи клубу «Лаціо», у складі якої став чемпіоном Італії серед 15-річних. З початку 2004 року тричі потрапляв на лаву запасних у матчі старшої команди в Серії А — проти «Реджини», «К'єво» і «Брешії», проте на поле так і не вийшов, а в наступному сезоні 2004/05 дебютував за римський клуб, замінивши травмованого Джуліано Джаннікедду в виїзному матчі групового етапу Кубка УЄФА проти англійського «Мідлсбро» (0:2) 4 листопада 2004 року. Цей матч так і залишився єдиним для Мелари за «орлів».
Згодом з 2005 по 2008 рік грав у складі клубів «Салернітана», «Самбенедеттезе» та «Массезе» у Серії С1 та за «Рієті» у Серії С2.
З 2008 року грав у новоствореному Лега Про Пріма Дивізіоне за клуби  «Про Патрія» та СПАЛ.
У січні 2012 року перейшов у «Реджину», у складі якої 18 лютого року дебютував у Серії В в матчі проти «Юве Стабії». Всього за клуб з Калабрії за рік провів 33 матчі і забив 2 голи.
Після цього з початку 2013 року гравець знову ста виступати у Лега Про Пріма Дивізіоне, спочатку за «Карпі», а у першій половині сезону 2013/14 — за «Лечче».
27 січня 2014 року перейшов у «Беневенто», що грав у тому ж дивізіоні. У перших двох сезонах клуб програвав у плей-оф, але з третьої спроби зумів вперше в своїй історії вийти до Серії В. Там у першому ж сезоні 2016/17 клуб виграв плей-оф і сенсаційно вийшов до Серії А. Усього за чотири сезони Мелара відіграв за команду з Беневенто 116 матчів у національному чемпіонаті.
2018 року став гравцем клубу «Юве Стабія».

## Виступи за збірні
2002 року дебютував у складі юнацької збірної Італії, взяв участь в 11 іграх на юнацькому рівні, відзначившись одним забитим голом.

## Досягнення
- Переможець Леги Про: 2015-16
- Переможець плей-оф Серії В: 2016-17